# Il tesoro dello Yankee Zephyr
Il tesoro dello Yankee Zephyr (Race for the Yankee Zephyr) è un film del 1981, diretto da David Hemmings.

## Trama
Nuova Zelanda, Gilbert Carson, un vecchio cacciatore, socio di Barney Whitaker, un giovane proprietario di un elicottero, scopre casualmente il relitto di un aereo, precipitato nel 1944 durante la seconda guerra mondiale sulle rive di un lago con a bordo un carico di lingotti d'oro ed altri oggetti di valore. Rientrato in città mostra ad un antiquario una medaglietta per farla stimare, chiedendo anche alla figlia Sally di finanziare il recupero del "tesoro"; la notizia tuttavia si sparge ed un gruppo di uomini d'affari, guidati da Theo Brown, si mette sulle tracce dei tre.